# Фун'я-но Ясухіде
Фун'я но Ясухіде (文屋 康秀, рік народження невідомий — 885?) — поет раннього періоду Хейан. Відомий як один із шести безсмертних поетів та тридцяти шести безсмертних поетів. Також був чиновником шостого рангу.
У передмові до Кокін вака-шю він описується так: "Ясухіде майстерно використовував слова, але його слова не підходили до змісту. Його поезія — наче купець у вишуканому одязі."
П'ять його віршів увійшли до Кокін вака-шю і ще один — у Ґошюї вака-шю.
Фун'я но Ясухіде мав стосунки з поеткою Оно но Комачі і запрошував її поїхати разом з ним, коли отримав посаду у Мікава.
Його син, Фун'я но Асаясу, також був поетом.